# Castell d'Arbul

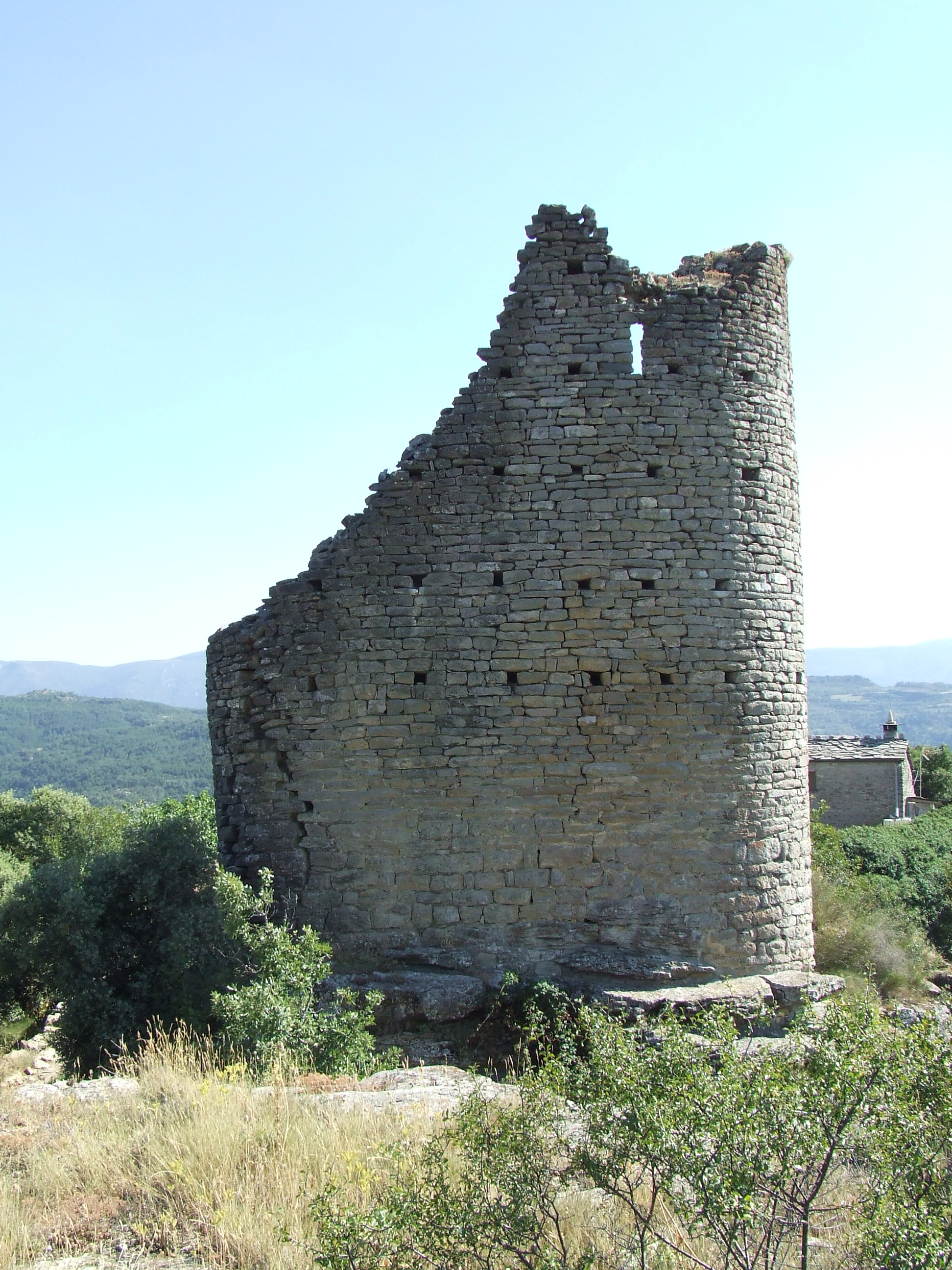
Costat nord del castell

El  Castell d'Arbul pertany al terme municipal de Tremp, dins de l'antic terme de Fígols de Tremp, al Pallars Jussà, a l'antic poble d'hàbitat disseminat d'Arbul.
Es tracta de les restes d'un castell medieval, d'època romànica situat a l'extrem sud-oest de la carena que baixa de Montllobar, al sud-oest també del poble de Fígols de Tremp.
Esmentat ja el 1077, el comte Arnau Mir de Pallars Jussà llega en el seu testament el castell i terme d'Arbul als hospitalers de la Comanda de Susterris.
Entre el castell i la Mare de Déu d'Arbul es poden veure restes d'un despoblat medieval, amb característiques de fortificació i de castell defensiu.

## Etimologia
Arbul és un dels topònims més controvertits de tot el Pallars. Segons Joan Coromines, no ha de ser Arbull, sinó Arbul o Erbul. Segons aquest lingüista, sens dubte la màxima autoritat en lexicologia històrica del català, aquest topònim prové de les arrels basques erb- (llebre) i lohi (llot), que hauria format el mot Erbuloi (llot de la llebre o aiguamoll de la llebre), que vindria a coincidir amb els topònims romànics Fontllebrera o Vall-llebrera.
El topònim aprovat en el nomenclàtor de toponímia major de Catalunya és Arbul.